# Chindōgu
Das Chindōgu (japanisch 珍道具 [t͜ɕindoːɡɯ̞̈], wörtlich seltsames Gerät) ist eine humoristische Abart einer Erfindung und zugleich eine Art Witz. Es löst ein tatsächliches Problem auf besonders kreative Weise, während sein tatsächlicher Einsatz mehr Probleme verursachen als lösen würde.
Ein Chindōgu ist z. B. eine Regenschirm-Krawatte, bei der sich ein Geschäftsmann statt der Krawatte einen Regenschirm mit Halsband umbindet. Vorgeblicher Zweck: Man ist immer für Regen gerüstet, weil man nie Gefahr läuft, den Regenschirm zu Hause zu vergessen.
Chindōgus müssen nicht unbedingt funktionstüchtig sein; das Chindōgu wird nur hergestellt oder auch nur arrangiert, um fotografiert werden zu können.

## Hintergründe
Das Konzept wie auch der Name der Chindōgus stammt aus Japan, „erfunden“ wurde es von Kenji Kawakami (* 1946), wenngleich schon Künstlern bzw. Erfindern vor ihm vergleichbare Ansätze zugeschrieben wurden, in Deutschland beispielsweise Christian Schnabel (1878–1936) und Karl Valentin (1882–1948).
Der japanische Humor setzt oft auf die Peinlichkeit einer Situation. Daher gehört zum Chindōgu ein Foto, auf dem das Chindōgu tatsächlich in einer Alltagssituation verwendet zu werden scheint. Natürlich wirkt ein Geschäftsmann, der eine Regenschirm-Krawatte umgebunden hat, inmitten anderer Geschäftsleute mit normalen Krawatten lächerlich.

Chindōgus sind auch eine Satire auf die Erfindungswut japanischer Firmen, die gemäß dem Kaizen-Konzept dem Verbraucher vorgaukeln müssen, dass er ein Gerät ständig neu kaufen muss, weil eine kleine Funktion hinzugekommen ist, auch wenn das alte Gerät noch funktioniert. Insofern sind zum Beispiel die Mobiltelefone mit eingebautem Fernseher unbeabsichtigte Chindōgus, eine Realsatire.
Gelegentlich finden Chindōgu-Produkte sogar kommerzielle Anwendungen – und verlieren damit selbstverständlich sofort ihren Chindōgu-Status. Ein Beispiel sind beidseitig „betretbare“ Toilettenpantoffeln, die im Jahr 2003 im Versandkatalog einer japanischen Landwirtschafts-Genossenschaft angeboten wurden.

## 10 Regeln für Chindōgus
1. Ein Chindōgu muss eigentlich nutzlos sein.
2. Ein Chindōgu muss es wirklich geben.
3. Ein Chindōgu muss den Geist der Anarchie in sich tragen.
4. Chindōgus sind Werkzeuge für das tägliche Leben.
5. Ein Chindōgu ist nicht für den Verkauf bestimmt.
6. Ein Chindōgu darf nicht nur aus einer Laune heraus entstehen.
7. Chindōgus sind keine Propaganda, sondern unschuldig.
8. Chindōgus sind nie tabu.
9. Ein Chindōgu darf nicht patentiert werden.
10. Ein Chindōgu ist immer vorurteilsfrei.

## Zitate
„Bei normalen Erfindungen geht es nur ums Geldmachen. Das ist mit Chindōgus anders. Sie lehren uns, wie wir kreativ Ideen umsetzen können.“

„Chindogus können dem Leben eine andere Richtung geben. Sie verändern die Wahrnehmung.“